# Pascal Rogé
Pascal Rogé (ur. 6 kwietnia 1951 w Paryżu) – francuski pianista.

## Życiorys
Pochodził z rodziny muzycznej, w wieku 4 lat rozpoczął naukę u swojej matki, organistki. W wieku 11 lat po raz pierwszy wystąpił publicznie jako pianista. W latach 1962–1966 studiował w Konserwatorium Paryskim u Lucette Descaves (fortepian) i Régisa Pasquiera (kameralistyka). Od 1966 do 1969 roku kształcił się u Juliusa Katchena. W 1967 roku zdobył V nagrodę na międzynarodowym konkursie im. G. Enescu w Bukareszcie. W 1969 roku wystąpił z recitalami w Londynie i Paryżu. W 1971 roku zdobył I nagrodę na Międzynarodowym Konkursie im. Marguerite Long i Jacques’a Thibaud.
Ceniony jako wykonawca muzyki francuskiej (Ravel, Debussy, Saint-Saëns, Fauré, Satie, Poulenc), dokonał licznych nagrań płytowych dla wytwórni Decca Records. Na 100-lecie urodzin Maurice’a Ravela nagrał wszystkie jego utwory fortepianowe.